# Полкостень
Полкостень или Полкстень — древнерусский город-крепость в Переяславском княжестве. 

## История
Полкостень был пограничной крепостью в составе Переяславского княжества и располагался на правом берегу реки Удай. Впервые упоминается в Киевской летописи под 1125 годом по имени Пълъкъстѣнь. Летопись повествует о победе над половцами, одержанной в окрестностях Полкостеня переяславским князем Ярополком Владимировичем. Возможно, до возведения крепости на её месте существовало полянское поселение. Упадок города датируется XIII веком, что позволяет связать его с последствиями Батыева нашествия.

## Городище
Городище размерами 120×110 м и площадью 1 га, а также селище площадью 13 га находятся в урочище Бурты близ созвучного села Повстин в Полтавской области. С трёх сторон, кроме северной, обращённой к реке, поселение обнесено валом и рвом. Культурный слой поселения содержит отложения древнерусского времени конца XI—XIII веков. Рядом расположено открытое селище того же периода. В настоящее время — памятник археологии местного значения. 
Городище исследовалось в конце XIX века В. Г. Ляскоронским, в 1971 году М. П. Кучерой и О. В. Сухобоковым, в 1981 и 1988 годах Ю. Ю. Моргуновым. Находки с городища Полкостеня хранятся в Полтавском краеведческом музее.